# Ultra Beatdown
Ultra Beatdown je hudební album skupiny DragonForce. Vydala je v roce 2008.

## Seznam skladeb
1. "Heroes of Our Time" – 7:14
2. "The Fire Still Burns" – 7:50
3. "Reasons to Live" – 6:26
4. "Heartbreak Armageddon" – 7:41
5. "The Last Journey Home" – 8:12
6. "A Flame for Freedom" – 5:20
7. "Inside the Winter Storm" – 8:12
8. "The Warrior Inside" – 7:15
9. "Strike Of The Ninja" – 3:18
10. "Scars of Yesterday" – 7:49
11. "E.P.M. (Extreme Power Metal)" – 7:24